# 2024년 하계 올림픽 테니스
2024년 하계 올림픽 테니스(프랑스어: Tennis aux Jeux olympiques d'été de 2024)는 2024년 하계 올림픽의 정식 종목으로 진행된 테니스 경기로 2024년 7월 27일부터 8월 4일까지 프랑스 파리 스타드 롤랑 가로스에서 열렸다. 이번 대회에는 총 172명의 선수가 5개 세부종목에 걸쳐 출전하며, 남녀 단복식과 혼성 복식 종목으로 나뉘어 치러졌다.
지난 올림픽과 마찬가지로 싱글 엘리미네이션 토너먼트 제도를 적용하였다. 남녀 단식에서는 출전 선수 64명에 라운드 6회, 남녀 복식에서는 출전팀 32팀에 라운드 5회, 혼성 복식에서는 출전팀 16팀에 라운드 4회로 편성되었다. 준결승전에 진출한 선수와 팀은 메달리스트 후보에 오르게 되나 2차례의 경기에서 모두 패하면 4위에 그치게 된다. 단식 경기의 경우 3세트 선승제에 매 경기마다 표준 타이브레이크 (7포인트 승리)를 적용한다. 복식 경기의 경우 3세트 대신 타이브레이크 (10포인트 승리)를 치른다.
이번 대회는 1992년 바르셀로나 올림픽 당시 테니스 데 라 발 데브론에서 치러진 이래 처음으로 클레이 경기장에서 치러지게 된다. 여기에 2012년 런던 올림픽에서 윔블던 선수권 대회가 치러지는 올 잉글랜드 론 테니스 크로켓 클럽을 경기장으로 삼은 이후 처음으로 세계 그랜드슬램 대회가 치러지는 무대에서 경기가 진행되었다.

## 예선
이번 대회 출전자격을 얻는 선수는 데이비스컵이나 빌리 진 킹 컵 단체전 경기의 출전기준을 만족해야 한다. 단식 토너먼트전의 출전자격은 2024년 6월 10일 ATP 랭킹과 WTA 랭킹을 기준으로 하며, 각 국가당 최대 4명씩, 남녀 단식종목에 각 56명의 선수가 출전하게 된다. 나머지 출전권 8명분 가운데 6명분은 5대륙 (아메리카 2명, 나머지 대륙 1명) 내에서 출전자격 획득 선수가 없는 국가에게 돌아가며, 2명분은 개최국 프랑스와 전 대회 금메달리스트 또는 그랜드슬램 챔피언에게 돌아간다.
남녀 복식 토너먼트전의 출전권은 총 32팀분이며 최상위를 기록한 국가에게 돌아간다. 이 가운데 10팀분은 복식 랭킹 상위 10위에 든 선수들로서 단복식 300위 이내에 든 자국 파트너 선수를 고를 수 있는 특권이 주어진다. 나머지 1팀분은 전체 쿼터가 채워지면 단식 출전 선수들에게 우선권이 부여되며, 합산랭킹을 통해 배정된다. 혼성 복식 경기는 쿼터가 따로 배정되지 않고, 통합랭킹 상위 15팀과 개최국 프랑스를 비롯하여 단복식 경기에 출전권을 획득한 선수들이 출전하는 것으로 대체된다. 남녀 최소 1팀씩은 개최국 프랑스에게 돌아가므로 혼성 복식 경기에도 자동으로 출전하게 된다.

## 참가국
- 아르헨티나 (8)
- 오스트레일리아 (9)
- 오스트리아 (1)
- 벨기에 (3)
- 브라질 (5)
- 불가리아 (1)
- 캐나다 (5)
- 칠레 (3)
- 중화인민공화국 (7)
- 콜롬비아 (1)
- 크로아티아 (4)
- 체코 (7)
- 덴마크 (2)
- 이집트 (1)
- 프랑스 (9)
- 독일 (10)
- 영국 (7)
- 그리스 (4)
- 헝가리 (2)
- 인도 (3)
- 개인 중립 (7)
- 이탈리아 (8)
- 일본 (6)
- 카자흐스탄 (3)
- 라트비아 (1)
- 레바논 (2)
- 몬테네그로 (1)
- 네덜란드 (6)
- 뉴질랜드 (2)
- 노르웨이 (1)
- 폴란드 (4)
- 포르투갈 (2)
- 루마니아 (4)
- 세르비아 (2)
- 슬로바키아 (1)
- 스페인 (8)
- 중화 타이베이 (4)
- 태국 (3)
- 튀니지 (1)
- 우크라이나 (5)
- 미국 (11)

## 경기 일정
| 64 | 64강전 | 32 | 32강전 | 16 | 16강전 | 8 | 8강전 | 4 | 4강전 | 동 | 동메달전 | 결 | 결승전 |

| 날짜종목  | 27일 토 | 28일 일 | 29일 월 | 30일 화 | 31일 수 | 1일 목 | 2일 금 | 2일 금 | 3일 토 | 4일 일 | 4일 일 |
| --------- | ------- | ------- | ------- | ------- | ------- | ------ | ------ | ------ | ------ | ------ | ------ |
| 남자 단식 | 64      | 64      | 32      | 32      | 16      | 8      | 4      | 4      | 동     | 결     | 결     |
| 남자 복식 | 32      | 32      | 16      | 8       | 4       |        | 동     | 동     | 결     |        |        |
| 여자 단식 | 64      | 64      | 32      | 16      | 8       | 4      | 동     | 동     | 결     |        |        |
| 여자 복식 | 32      | 32      | 16      | 16      | 8       | 4      |        |        |        | 동     | 결     |
| 혼성 복식 |         |         | 16      | 16      | 8       | 4      | 동     | 결     |        |        |        |

## 메달리스트
| 남자 단식 자세히 | 노바크 조코비치 · 세르비아                         | 카를로스 알카라스 · 스페인                            | 로렌초 무세티 · 이탈리아                                     |  |  |  |
| 남자 복식 자세히 | 오스트레일리아 (AUS) · 매슈 엡든 · 존 피어스       | 미국 (USA) · 오스틴 크라이첵 · 러지브 람              | 미국 (USA) · 테일러 프리츠 · 토미 폴                         |  |  |  |
|                  |                                                    |                                                       |                                                              |  |  |  |
| 여자 단식 자세히 | 정친원 · 중화인민공화국                            | 돈나 베키치 · 크로아티아                              | 이가 시비옹테크 · 폴란드                                     |  |  |  |
| 여자 복식 자세히 | 이탈리아 (ITA) · 사라 에라니 · 자스민 파올리니     | 개인 중립 (AIN) · 미라 안드레예바 · 디아나 시나이데르 | 스페인 (ESP) · 크리스티나 북샤 · 소리베스 토르모             |  |  |  |
|                  |                                                    |                                                       |                                                              |  |  |  |
| 혼성 복식 자세히 | 체코 (CZE) · 카테르지나 시니아코바 · 토마시 마하치 | 중화인민공화국 (CHN) · 왕신위 · 장즈전                | 캐나다 (CAN) · 개브리엘라 더브라우스키 · 펠릭스 오제알리아심 |  |  |  |